# Kap Purvis
Das Kap Purvis (englisch Cape Purvis, spanisch Cabo Purvis) ist ein Kap am südlichen Ausläufer von Dundee Island im Archipel der Joinville-Inseln vor der Nordspitze der Antarktischen Halbinsel.
Der britische Polarforscher James Clark Ross entdeckte das Kap im Dezember 1842 im Zuge seiner Antarktisexpedition (1839–1843). Ross benannte es nach dem späteren Admiral John Brett Purvis (1787–1857), welcher der Expedition behilflich war.